# Yamandu Costa
Yamandu Schmidt Costa (Passo Fundo, 24 de janeiro de 1980) é um violonista e compositor brasileiro, reconhecido como um dos principais expoentes do violão de sete cordas. Sua produção musical abrange diversos gêneros, como choro, bossa nova, milonga, tango, samba e chamamé, sendo frequentemente mesclados em suas composições e arranjos.
Sua carreira obteve projeção nacional em 2001, após vencer o Prêmio Visa de Música Instrumental. Desde então, desenvolveu uma carreira internacional, com apresentações em diversos países e colaborações com artistas de diferentes nacionalidades. Foi premiado com um Grammy Latino e múltiplos Prêmios da Música Brasileira.

## Biografia

### Formação musical
Yamandu Costa nasceu em uma família com forte envolvimento musical. É filho da cantora Clary Marcon e de Algacir Costa (1951-2022), multi-instrumentista e líder do grupo Os Fronteiriços, dedicado à música latino-americana. Criado em Guaíba, Rio Grande do Sul, começou a estudar violão aos sete anos com o pai, que o introduziu ao repertório folclórico da região do Pampa.
Posteriormente, aprimorou seus estudos com o violonista argentino Lúcio Yanel, radicado no Brasil, que se tornou seu mentor. Yanel o familiarizou com uma técnica mais refinada e com o repertório do folclore argentino. A relação entre os dois músicos foi tema do documentário Dois Tempos (2021).
Até a adolescência, seu repertório era focado na música folclórica do Cone Sul. Seu interesse pela música brasileira se aprofundou após ouvir a obra de Radamés Gnattali, o que o levou a estudar outros compositores como Baden Powell, Tom Jobim e, principalmente, Raphael Rabello, que se tornou sua principal referência no violão de sete cordas.

### Início da carreira e reconhecimento
Em 1997, aos 17 anos, apresentou-se pela primeira vez em São Paulo, no Circuito Cultural do Banco do Brasil. A performance contribuiu para sua inserção no cenário musical nacional, e no mesmo ano recebeu o prêmio de músico revelação no Prêmio Açorianos de Música.
O ponto de virada em sua carreira ocorreu em 2001, quando venceu o 4º Prêmio Visa de Música – Edição Instrumental. A premiação resultou na gravação de seu primeiro disco solo, Yamandu, e em convites para festivais importantes, como o Free Jazz Festival.
Em 2005, sua participação no documentário franco-brasileiro Brasileirinho, do cineasta Mika Kaurismäki, sobre o choro, ampliou sua visibilidade internacional. Sua trajetória foi narrada na biografia Yamandu Costa: Violão Sem Fronteira (2023), de Ricardo Viel.

### Vida pessoal
Entre 2007 e 2023, foi casado com a violonista clássica franco-venezuelana Elodie Bouny, com quem teve dois filhos, Benício e Horácio. O casal manteve a parceria musical, lançando o álbum Helping Hands em 2024. Desde 2018, Yamandu reside em Lisboa, Portugal.

## Estilo musical
O estilo de Yamandu Costa é descrito por analistas como híbrido, combinando a técnica e os ritmos de suas raízes sulistas com gêneros musicais brasileiros e elementos de improvisação do jazz. Sua abordagem performática frequentemente dispensa o uso de partituras, baseando-se na memória e na improvisação, o que confere um caráter espontâneo às suas apresentações.
O violão de sete cordas é o instrumento central de sua produção musical. Ele expandiu o uso do instrumento, tradicionalmente associado ao acompanhamento no samba e no choro, consolidando-o como um instrumento solista. Sua maneira de tocar é citada como influência por músicos de diferentes gêneros. O guitarrista Tosin Abasi, da banda Animals as Leaders, mencionou Yamandu como uma de suas referências.
Em 2012, a revista Rolling Stone Brasil o incluiu em uma lista de 30 dos maiores ícones da guitarra e do violão no Brasil.

## Discografia
A discografia de Yamandu Costa inclui álbuns solo e projetos colaborativos.
- 2000 – Dois Tempos (com Lúcio Yanel)
- 2001 – Yamandu
- 2003 – Yamandu ao Vivo
- 2004 – El Negro del Blanco (com Paulo Moura)
- 2005 – Brasileirinho
- 2005 – Música do Brasil Vol.I (DVD)
- 2005 – Yamandu Costa ao Vivo (DVD)
- 2006 – Tokyo Session
- 2007 – Ida e Volta
- 2007 – Lida
- 2007 – Yamandu + Dominguinhos
- 2008 – Mafuá
- 2009 – Luz da Aurora (com Hamilton de Holanda)
- 2010 – Lado B (com Dominguinhos)
- 2011 – Live! (com Hamilton de Holanda)
- 2012 – Yamandu Costa e Rogério Caetano
- 2013 – Continente
- 2014 – Bailongo
- 2014 – Tocata à Amizade
- 2015 – Concerto de Fronteira (com a Orquestra do Estado de Mato Grosso)
- 2017 – Quebranto (com Alessandro Penezzi)
- 2017 – Recanto
- 2017 – Borghetti Yamandu (com Renato Borghetti)
- 2018 – Yamandu Costa e Ricardo Herz
- 2019 – Vento Sul
- 2020 – Nashville 1996
- 2020 – Festejo
- 2021 – Toquinho e Yamandu Costa, Bachianinha
- 2022 – Jazz Cigano Quinteto e Yamandu Costa
- 2022 – Simpatia (com Bebê Kramer)
- 2023 – De Vida y Vuelta (com Domingo "El Colorao")
- 2024 – Helping Hands (com Elodie Bouny)

## Filmografia
| Ano  | Título                           | Papel                    | Notas                                                                       |
| ---- | -------------------------------- | ------------------------ | --------------------------------------------------------------------------- |
| 2005 | Brasileirinho                    | Ele mesmo                | Documentário sobre o choro, dirigido por Mika Kaurismäki.                   |
| 2005 | Vinicius                         | Ele mesmo (participação) | Documentário sobre Vinicius de Moraes. Interpreta "Valsa de Eurídice".      |
| 2009 | O Milagre de Santa Luzia         | Ele mesmo (participação) | Documentário sobre a sanfona, com a presença de Dominguinhos.               |
| 2015 | Sete Vidas em 7 Cordas           | Ele mesmo                | Documentário de Pablo Francischelli sobre sua rotina de concertos.          |
| 2017 | Geração Semente                  | Ele mesmo                | Documentário sobre o bar e casa de shows Semente, na Lapa (Rio de Janeiro). |
| 2018 | De Show a Show com Yamandu Costa | Ele mesmo                | Série de TV para o canal Music Box Brazil.                                  |
| 2021 | Dois Tempos                      | Ele mesmo                | Documentário sobre sua relação musical com seu mestre, Lúcio Yanel.         |

## Prêmios e indicações

### Grammy Latino
| Ano  | Categoria                           | Indicação                                | Resultado |
| ---- | ----------------------------------- | ---------------------------------------- | --------- |
| 2010 | Melhor Álbum Instrumental           | Luz da Aurora (com Hamilton de Holanda)  | Indicado  |
| 2014 | Melhor Álbum Instrumental           | Continente                               | Indicado  |
| 2018 | Melhor Álbum Instrumental           | Borghetti Yamandu (com Renato Borghetti) | Indicado  |
| 2021 | Melhor Álbum de Música Instrumental | Toquinho e Yamandu Costa - Bachianinha   | Venceu    |

### Prêmio da Música Brasileira
| Ano  | Categoria                   | Indicação                               | Resultado |
| ---- | --------------------------- | --------------------------------------- | --------- |
| 2004 | Melhor Solista Instrumental | Yamandu Costa                           | Venceu    |
| 2010 | Melhor Disco Instrumental   | Luz da Aurora (com Hamilton de Holanda) | Venceu    |
| 2010 | Melhor Solista Instrumental | Yamandu Costa                           | Venceu    |
| 2011 | Melhor Solista Instrumental | Yamandu Costa                           | Venceu    |
| 2012 | Melhor Álbum Instrumental   | Yamandu Costa e Rogério Caetano         | Venceu    |

### Prêmio Açorianos
| Ano  | Categoria                             | Indicação                                  | Resultado |
| ---- | ------------------------------------- | ------------------------------------------ | --------- |
| 1997 | Revelação                             | Yamandu Costa                              | Venceu    |
| 1997 | Instrumentista de Cordas              | Yamandu Costa                              | Indicado  |
| 1999 | Instrumentista de Música Regional     | Yamandu Costa                              | Indicado  |
| 2001 | Instrumentista de MPB                 | Yamandu Costa                              | Venceu    |
| 2001 | Disco Instrumental                    | Dois Tempos (com Lúcio Yanel)              | Venceu    |
| 2012 | Instrumentista de Música Regional     | Yamandu Costa                              | Indicado  |
| 2022 | Compositor de Música Instrumental     | Bebê Kramer e Yamandu Costa (por Simpatia) | Venceu    |
| 2022 | Instrumentista de Música Instrumental | Yamandu Costa                              | Venceu    |
| 2022 | Álbum de Música Instrumental          | Simpatia                                   | Venceu    |